# Standardowa próba etnograficzna
Standardowa próba etnograficzna (ang. standard cross-cultural sample) – zestawienie 186 kultur z całego świata, wyselekcjonowanych w 1969 roku przez antropologów George’a P. Murdocka i Douglasa White’a, szeroko stosowane w antropologii do badań statystycznych i poszukiwań uniwersaliów kulturowych.

## Wybór kultur
Założeniem twórców próby było wybranie spośród tysięcy znanych kultur świata możliwie niewielkiego liczebnie reprezentatywnego zbioru, na podstawie którego można by wyciągać wnioski o prawidłowościach występujących we wszystkich kulturach ludzkości. Dla wykluczenia podobieństw między kulturami, wynikających z ich wzajemnych interakcji lub wspólnej genezy, do standardowej próby etnograficznej wybrano kultury jak najbardziej od siebie niezależne, tj. jak najmniej sobie pokrewne i pozostające na przestrzeni dziejów w jak najmniejszym kontakcie ze sobą. Dodatkowo dla zachowania reprezentatywności zestawienia twórcy starali się uwzględnić jak największą różnorodność kulturową – w wyselekcjonowanym przez nich zbiorze znalazły się więc zarówno kultury nomadyczne (np. Mbuti), jak i kultury tworzące rozwinięte społeczeństwa w czasach historycznych (np. Rzymianie) oraz współczesne kultury krajów uprzemysłowionych (Rosjanie). Twórcy próby zrezygnowali natomiast z uwzględniania kultur europejskich mocarstw kolonialnych, uznając, że cechy tych kultur dadzą się odnaleźć w obecnych w zestawieniu kulturach ludów ich kolonii.

## Określenie czasu i miejsca
Ponieważ cechy kulturowe, stwierdzone w danym społeczeństwie w różnych okresach historycznych jego istnienia (a czasem także na różnych obszarach jego występowania), nie mogą być uznane za należące do tego samego systemu kulturowego (np. sarmatyzm charakteryzujący kulturę polską w czasach I Rzeczypospolitej nie był cechą kultury polskiej w czasach dynastii Piastów), w standardowej próbie etnograficznej oprócz wyliczenia kultur określono także czas i miejsce, dla których należy prowadzić badania. Przykładowo, standardowa próba etnograficzna uwzględnia kulturę Rzymian z terenów Italii z II wieku. Oznacza to, że dla badań statystycznych nad uniwersaliami kulturowymi należy brać pod uwagę cechy kultury Rzymian właśnie z tego okresu i terenu.

## Założenia teoretyczne
Ponieważ zestawione w standardowej próbie etnograficznej kultury miały ze sobą znikomy lub zerowy kontakt na przestrzeni dziejów, wszelkie powszechne zbieżności między nimi uważane są za wynikające z natury człowieka. Dodatkowo, ponieważ zbiór kultur z próby etnograficznej Murdocka i White’a uważany jest za grupę reprezentatywną dla populacji świata, stwierdzone na jej podstawie zbieżności i prawidła (powszechne korelacje między cechami kulturowymi) uznawane są za uniwersalia kulturowe.

## Kultury ze standardowej próby etnograficznej
Poniżej przedstawiono pełną listę kultur ze standardowej próby etnograficznej Murdocka i White’a. Liczby na mapkach ukazują miejsce, a lata w tabelce moment w historii danej kultury, dla których założono zebranie danych i wykorzystanie ich do badań statystycznych.

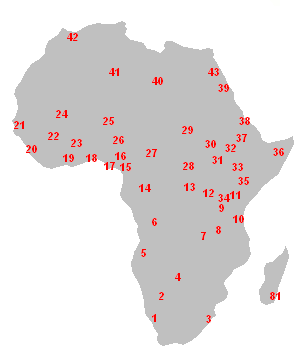
Rozmieszczenie kultur próby w Afryce

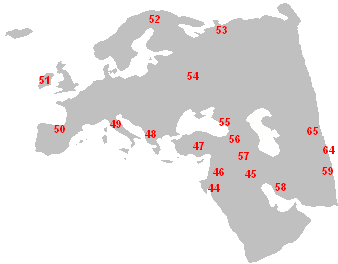
Rozmieszczenie kultur próby w Europie i na Bliskim Wschodzie

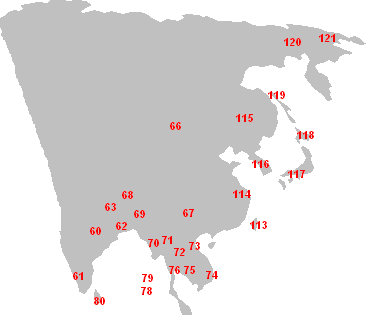
Rozmieszczenie kultur próby w Azji

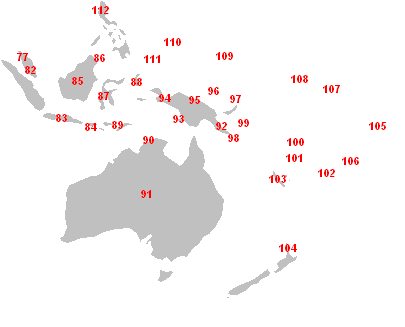
Rozmieszczenie kultur próby w Australii i Oceanii

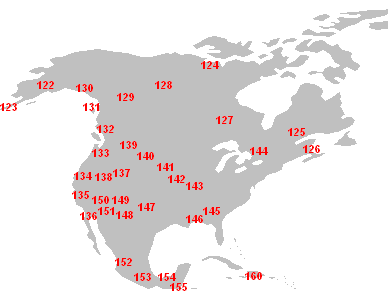
Rozmieszczenie kultur próby w Ameryce Północnej

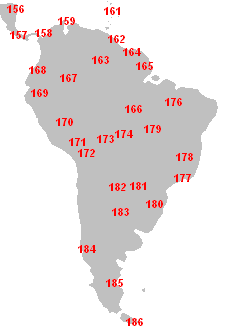
Rozmieszczenie kultur próby w Ameryce Południowej

| Numer | Nazwa ludu                     | Rok         |
| ----- | ------------------------------ | ----------- |
| 1     | Nama                           | 1860        |
| 2     | Kung                           | 1950        |
| 3     | Tsonga                         | 1865        |
| 4     | Lozi                           | 1900        |
| 5     | Mbundu                         | 1890        |
| 6     | Suku                           | 1920        |
| 7     | Bemba                          | 1897        |
| 8     | Ngonde                         | 1934        |
| 9     | Hadza                          | 1930        |
| 10    | Luguru                         | 1925        |
| 11    | Kikuju                         | 1920        |
| 12    | Gandowie                       | 1897        |
| 13    | Mbuti                          | 1950        |
| 14    | Nkundo                         | 1930        |
| 15    | Banen                          | 1935        |
| 16    | Tiw                            | 1920        |
| 17    | Ibo                            | 1935        |
| 18    | Fonowie                        | 1890        |
| 19    | Aszantowie                     | 1895        |
| 20    | Mende                          | 1945        |
| 21    | Wolofowie                      | 1950        |
| 22    | Bambara                        | 1902        |
| 23    | Tallensi                       | 1934        |
| 24    | Songhajowie                    | 1940        |
| 25    | Fulanie                        | 1951        |
| 26    | Hausa                          | 1900        |
| 27    | Massa                          | 1910        |
| 28    | Azande                         | 1905        |
| 29    | Fur                            | 1880        |
| 30    | Otoro                          | 1830        |
| 31    | Szyllukowie                    | 1910        |
| 32    | Mao                            | 1939        |
| 33    | Kaffa                          | 1905        |
| 34    | Masajowie                      | 1900        |
| 35    | Konso                          | 1935        |
| 36    | Somalijczycy                   | 1900        |
| 37    | Amharowie                      | 1953        |
| 38    | Bogo                           | 1855        |
| 39    | Nubijczycy                     | 1900        |
| 40    | Teda                           | 1950        |
| 41    | Tuaregowie                     | 1900        |
| 42    | Rifenowie                      | 1926        |
| 43    | Fellahowie                     | 1950        |
| 44    | Hebrajczycy (Izraelici)        | 621 p.n.e.  |
| 45    | Babilończycy                   | 1750 p.n.e. |
| 46    | Beduini                        | 1913        |
| 47    | Turcy                          | 1950        |
| 48    | Albańczycy                     | 1910        |
| 49    | Rzymianie                      | 110         |
| 50    | Baskowie                       | 1934        |
| 51    | Irlandczycy                    | 1932        |
| 52    | Lapończycy                     | 1950        |
| 53    | Nieńcy                         | 1894        |
| 54    | Rosjanie                       | 1955        |
| 55    | Abchazowie                     | 1880        |
| 56    | Ormianie                       | 1843        |
| 57    | Kurdowie                       | 1951        |
| 58    | Basseri                        | 1958        |
| 59    | Pendżabczycy                   | 1950        |
| 60    | Gondowie                       | 1938        |
| 61    | Todowie                        | 1900        |
| 62    | Santalowie                     | 1940        |
| 63    | Uttar Pradesh                  | 1945        |
| 64    | Buruszowie                     | 1934        |
| 65    | Kazachowie                     | 1885        |
| 66    | Mongołowie-Chałchasi           | 1920        |
| 67    | Yi                             | 1910        |
| 68    | Lepczowie                      | 1937        |
| 69    | Garo                           | 1955        |
| 70    | Lakher                         | 1930        |
| 71    | Birmańczycy                    | 1965        |
| 72    | Lamet                          | 1940        |
| 73    | Wietnamczycy                   | 1930        |
| 74    | Rade                           | 1962        |
| 75    | Khmerowie                      | 1292        |
| 76    | Syjamczycy                     | 1955        |
| 77    | Semangowie                     | 1925        |
| 78    | Nikobarczycy                   | 1870        |
| 79    | Andamanie                      | 1860        |
| 80    | Weddowie                       | 1860        |
| 81    | Malgasze                       | 1925        |
| 82    | Negeri Sembilan                | 1958        |
| 83    | Jawajczycy                     | 1954        |
| 84    | Balijczycy                     | 1958        |
| 85    | Ibanowie                       | 1950        |
| 86    | Badżawowie                     | 1963        |
| 87    | Toradżowie                     | 1910        |
| 88    | Tobelo                         | 1900        |
| 89    | Alo                            | 1938        |
| 90    | Tiwi                           | 1929        |
| 91    | Arandowie                      | 1896        |
| 92    | Orokaiva                       | 1925        |
| 93    | Kimam                          | 1960        |
| 94    | Kapauku                        | 1955        |
| 95    | Kwoma                          | 1960        |
| 96    | Manusowie                      | 1934        |
| 97    | rdzenna ludność Nowej Irlandii | 1930        |
| 98    | Trobriandczycy                 | 1914        |
| 99    | Siuai                          | 1939        |
| 100   | Tikopianie                     | 1930        |
| 101   | Pentecost                      | 1953        |
| 102   | Fidżyjczycy                    | 1840        |
| 103   | Ajie                           | 1845        |
| 104   | Maorysi                        | 1820        |
| 105   | rdzenna ludność Markizów       | 1800        |
| 106   | Samoańczycy                    | 1829        |
| 107   | Kiribatyjczycy                 | 1890        |
| 108   | Marszalczycy                   | 1900        |
| 109   | Chuukańczycy                   | 1947        |
| 110   | Yap                            | 1910        |
| 111   | Palauanie                      | 1947        |
| 112   | Ifugao                         | 1910        |
| 113   | Atayal                         | 1930        |
| 114   | Chińczycy                      | 1936        |
| 115   | Mandżurowie                    | 1915        |
| 116   | Koreańczycy                    | 1947        |
| 117   | Japończycy                     | 1950        |
| 118   | Ajnowie                        | 1880        |
| 119   | Niwchowie                      | 1890        |
| 120   | Jukagirzy                      | 1850        |
| 121   | Czukcze                        | 1900        |
| 122   | Ingalik                        | 1885        |
| 123   | Aleuci                         | 1800        |
| 124   | Inuici                         | 1915        |
| 125   | Montagnais                     | 1925        |
| 126   | Mikmakowie                     | 1620        |
| 127   | Saulteaux                      | 1930        |
| 128   | Slavey                         | 1940        |
| 129   | Kaska                          | 1900        |
| 130   | Eyak                           | 1890        |
| 131   | Haidowie                       | 1875        |
| 132   | Bellacoola                     | 1880        |
| 133   | Twana                          | 1860        |
| 134   | Jurokowie                      | 1850        |
| 135   | Pomo Wschodni                  | 1850        |
| 136   | Jokutowie                      | 1850        |
| 137   | Pajuci Północni                | 1870        |
| 138   | Klamatowie                     | 1860        |
| 139   | Kutenajowie                    | 1890        |
| 140   | Gros Ventre                    | 1880        |
| 141   | Hidatsowie                     | 1836        |
| 142   | Paunisi                        | 1867        |
| 143   | Omahowie                       | 1860        |
| 144   | Huroni                         | 1634        |
| 145   | Krikowie                       | 1800        |
| 146   | Naczezi                        | 1718        |
| 147   | Komancze                       | 1870        |
| 148   | Chiricahua                     | 1870        |
| 149   | Zuni                           | 1880        |
| 150   | Hawasupajowie                  | 1918        |
| 151   | Tohono O’odham                 | 1910        |
| 152   | Huiczole                       | 1890        |
| 153   | Aztekowie                      | 1520        |
| 154   | Popoluca                       | 1940        |
| 155   | Kicze                          | 1930        |
| 156   | Miskito                        | 1921        |
| 157   | Bribri                         | 1917        |
| 158   | Kuna                           | 1927        |
| 159   | Goahirowie                     | 1947        |
| 160   | Haitańczycy                    | 1935        |
| 161   | Callinago                      | 1650        |
| 162   | Warao                          | 1935        |
| 163   | Janomamowie                    | 1965        |
| 164   | Karibowie                      | 1932        |
| 165   | Saramaka                       | 1928        |
| 166   | Mundurucu                      | 1850        |
| 167   | Cubeo                          | 1939        |
| 168   | Cayapa                         | 1908        |
| 169   | Hiwarowie                      | 1920        |
| 170   | Amahuaca                       | 1960        |
| 171   | Inkowie                        | 1530        |
| 172   | Ajmara                         | 1940        |
| 173   | Siriono                        | 1942        |
| 174   | Nambicuara                     | 1940        |
| 175   | Trumai                         | 1938        |
| 176   | Timbira                        | 1915        |
| 177   | Tupinambowie                   | 1550        |
| 178   | Botokudzi                      | 1884        |
| 179   | Szawantowie                    | 1958        |
| 180   | Aweikoma                       | 1932        |
| 181   | Guarani                        | 1890        |
| 182   | Lengua                         | 1889        |
| 183   | Abiponowie                     | 1750        |
| 184   | Mapucze                        | 1950        |
| 185   | Tehuelcze                      | 1870        |
| 186   | Jaganie                        | 1865        |